# Gare de Saint-Louis (Haut-Rhin)
Gare de Saint-Louis vasútállomás Franciaországban, Saint-Louis településen.

## Vasútvonalak
Az állomást az alábbi vasútvonalak érintik:
- Strasbourg–Bázel-vasútvonal
- Weil am Rhein–Saint-Louis line

## Kapcsolódó állomások
A vasútállomáshoz az alábbi állomások vannak a legközelebb:
- Gare de Saint-Louis-la-Chaussée (Gare de Mulhouse-Ville, A15 Mulhouse Saint-Louis Basle TER)
- Basel St. Johann vasútállomás (Bahnhof Basel SNCF, Strasbourg–Bázel-vasútvonal, A15 Mulhouse Saint-Louis Basle TER)